# PGA Tour (datorspelsserie)
PGA Tour-serien är en serie golfspel utgivna av EA, senare EA Sports, åren 1990-1998 för att därefter ersättas av serien Tiger Woods PGA Tour, i samband med släppet av Tiger Woods '99.
Det är  första spelsläppet i EA Sports PGA Tour-serien sedan 1998, som att inte ha Tiger Woods som sitt omslagsnamn, ersätta honom med Rory McIlroy, som var världens nummer ett när Rory McIlroy PGA Tour släpptes.

## Spel

### Huvudserien
| Titel                     | Släppår |
| ------------------------- | ------- |
| PGA Tour Golf             | 1990    |
| PGA Tour Golf II          | 1992    |
| PGA Tour Golf III         | 1994    |
| PGA Tour 96               | 1995    |
| PGA Tour 97               | 1996    |
| PGA Tour 98               | 1997    |
| Tiger Woods '99           | 1998    |
| Tiger Woods PGA Tour 2000 | 1999    |
| Tiger Woods PGA Tour 2001 | 2000    |
| Tiger Woods PGA Tour 2002 | 2001    |
| Tiger Woods PGA Tour 2003 | 2002    |
| Tiger Woods PGA Tour 2004 | 2003    |
| Tiger Woods PGA Tour 2005 | 2004    |
| Tiger Woods PGA Tour 2006 | 2005    |
| Tiger Woods PGA Tour 07   | 2006    |
| Tiger Woods PGA Tour 08   | 2007    |
| Tiger Woods PGA Tour 09   | 2008    |
| Tiger Woods PGA Tour 10   | 2009    |
| Tiger Woods PGA Tour 11   | 2010    |
| Tiger Woods PGA Tour 12   | 2011    |
| Tiger Woods PGA Tour 13   | 2012    |
| Tiger Woods PGA Tour 14   | 2013    |
| Rory McIlroy PGA Tour     | 2015    |
| EA Sports PGA Tour        | 2023    |

### relaterande titlar
| Titel                       | Släppår |
| --------------------------- | ------- |
| PGA European Tour           | 1994    |
| Tiger Woods PGA Tour        | 2005    |
| Tiger Woods PGA Tour        | 2009    |
| Tiger Woods PGA Tour Online | 2009    |

### Fotnoter
1. ↑  ”Electronic Arts PGA Tour Golf series” (på engelska). Mobygames. 1990-1998. http://www.mobygames.com/game-group/electronic-arts-pga-tour-golf-series. Läst 18 juni 2014.